# Meton de Alencar
Meton da Franca Alencar (Fortaleza, 7 de setembro de 1845 — 21 de fevereiro de 1893), foi médico e político liberal brasileiro.

## Biografia
Nasceu em Messejana (Fortaleza), filho do major Antônio da Franca Alencar (1809 - 1881) e de Praxedes da Franca Alencar (†1885). Eram seus pais primos entre si, sendo que Praxedes era filha de Leonel Pereira de Alencar, o chefe do Partido Liberal no Crato, assassinado em 1824, e irmã de Ana Josefina de Alencar, mãe do escritor José de Alencar. Pelo lado do pai, era sobrinho do padre Antonino Pereira de Alencar, que por várias vezes exerceu o mandato de deputado provincial do Ceará.
Frequentou a aula de francês e português de José Raimundo de Amorim Garcia na Praça da Carolina (hoje Praça José de Alencar), continuando os estudos no Liceu do Ceará. Em 1864, matriculou-se na Faculdade de Medicina do Rio de Janeiro.
No terceiro ano resolveu participar da Guerra do Paraguai. Havia poucos médicos, e soldados brasileiros morriam sem assistência. O tempo ia passando e Meton de Alencar estava ganhando mais prática. No fim da guerra ganhou o título de primeiro cirurgião do Exército, além da patente de capitão e da medalha comemorativa.
Novamente no Rio de Janeiro, em 1870, doutorou-se em medicina, defendendo a tese sobre “ferimentos da uretra”. No ano seguinte retornou a Fortaleza, sendo nomeado para a Santa Casa, cargo que exerceu até a morte.
Publicou em jornais médicos alguns trabalhos, como os que se intitulam Efeito abortivo da erva-de-santa-maria, e Superfetacão, sua possibilidade. O último desses artigos saiu nos Anais da Academia de Medicina, 1889, número de julho a setembro.
Eleito pelo primeiro distrito, representou a província do Ceará na Câmara dos Deputados, na 18.ª legislatura (1881-1884), tomando assento na bancada liberal.
Faleceu de lesão cardíaca com apenas 47 anos. De seu casamento com Clotilde Alves de Alencar, morta em 7 de abril de 1938, três filhos, cujo primogênito foi o igualmente médico Meton de Alencar Filho.